# 김성식 (야구 선수)
김성식(金成植, 1975년 5월 23일 ~ )은 전 KBO 리그 LG 트윈스의 투수였다.

## 출신 학교
- 경기고등학교